# 조 맨디
조지프 맨디(Joseph Mande, 1983년 3월 16일~)는 미국의 스탠드업 코미디언, 작가, 배우이다.

## 어린 시절
맨디는 미국 뉴멕시코주 앨버커키에서 변호사인 아버지 루이스 맨디와 판사인 어머니 데버러 맨디 사이에서 태어났다. 10살 때 미네소타주 세인트폴로 이사를 갔으며, 2001년에 센트럴 고등학교를 졸업했다. 이후 에머슨 칼리지에 진학해 그곳에서 문학 학사 학위를 받았다.

## 경력
맨디는 "저 사람이 힙스터인가요?"(Is that a hipster?)라는 질문에 답하기 어려워하는 자신의 아버지에게 도움을 주기 위해 2009년 4월에 '룩 앳 디스 퍼킹 힙스터'(Look at this Fucking Hipster, LATFH.com)라는 이름의 웹사이트를 만들었다. 그로부터 몇 달이 지나지 않아 수백만 명의 팔로워가 생기고 수십 개의 패러디가 양산되면서 이는 문화 현상으로 자리잡았고, 여러 미디어, 신문, 블로그 등에서 언급되었다. 이 기회를 통해 맨디는 《Look at This F*cking Hipster》라는 이름의 책을 출간했다.
맨디는 코미디 센트럴의 《더 하프 아워》, VH1의 《베스트 위크 에버》, 그리고 토크 쇼 《코난》과 같은 TV 프로그램에 출연해왔다.
맨디는 NBC에서 방영된 시트콤 《팍스 앤 레크리에이션》 시즌 5, 6, 7에서 각본을 담당했으며, 7편의 에피소드에서 시트콤 속 가상의 도시인 포니의 주민 모리스 러피스 역으로 등장하기도 했다. 이외에도 코미디 센트럴의 《크롤 쇼》, 어덜트 스윔 시트콤인 《딜로케이티드》에서 각본을 맡았다. 아지즈 안사리가 제작한 넷플릭스 시리즈 《마스터 오브 제로》 첫 시즌의 프로듀서를 맡기도 했으며, 제임스 프랭코의 영화 《더 디제스터 아티스트》에서는 토드 역을 맡아 연기했다. 또한 《팍스 앤 레크리에이션》의 공동 제작자인 마이클 슈어가 제작한 NBC 시트콤 《굿 플레이스》에서도 각본을 맡았다.
2017년에는 맨디가 진행하는 코미디 스페셜 프로그램인 《조 맨디: 수상 경력에 빛날 코미디》가 넷플릭스를 통해 공개되었다.
2014년 3월 14일, 맨디는 자신의 첫 코미디 음반을 발매했다. 이 음반은 믹스테이프 형식으로, 패볼러스, 로이 히버트, 제니 슬레이트, 닉 크롤, 아지즈 안사리, RZA, 에이미 폴러가 남긴 보이스메일 메시지들이 포함되어 있다.

## 개인사
맨디는 2015년에 카일리 오거스틴과 결혼했다.
맨디는 자신의 트위터 계정을 더 이상 사용하지 않겠다는 글을 올리기 전까지, 유명인과 기업들을 트롤링하는 것으로 유명했다. 또한 자신의 팔로워 중 상당수를 구매해서 부풀렸다고 주장했다. 맨디는 자신이 라크로이 스파클링 워터의 대변인이 되고 싶다는 트윗을 자주 올렸는데, 이로 인해 정지명령서가 발송되기도 했다. 2011년에는 전 NBA 선수 길버트 아레나스가 수년 간의 성차별적인 트윗들을 삭제하자 이에 관해 그와 논쟁을 벌였다. 2017년에는 "배런 트럼프가 2주 안에 백악관 잔디밭에서 고양이를 학대하게 될거야."라는 내용의 트윗을 올렸다가 자신의 계정을 사이버 폭력을 조장하는 데 쓰고 있다는 비판을 받았다.

## 필모그래피
| 연도      | 제목                                 | 역할                 | 비고                                                          |
| --------- | ------------------------------------ | -------------------- | ------------------------------------------------------------- |
| 2012~2015 | 《팍스 앤 레크리에이션》             | 모리스 러피스        | 에피소드 7편 출연, 각본도 담당                                |
| 2013      | 《Money From Strangers》             | 본인                 | 에피소드 5편 출연                                             |
| 2013      | 《크롤 쇼》                          | 일론 페이즌          | 에피소드 2편 출연, 각본도 담당                                |
| 2014~2015 | 《브루클린 나인-나인》               | 이삭                 | "Charges and Specs", "The 9-8" 에피소드 출연                  |
| 2014      | 《디 인터뷰》                        | 조                   |                                                               |
| 2015~2018 | 《모던 패밀리》                      | qps                  | 에피소드 12편 출연                                            |
| 2016      | 《애니멀스》                         | 브랜치 (목소리)      | "Pigeons." 에피소드 출연                                      |
| 2016      | 《러브》                             | 제프리               | "Party in the Hills" 에피소드 출연                            |
| 2017      | 《조 맨디: 수상 경력에 빛날 코미디》 | 본인                 |                                                               |
| 2017      | 《더 디제스터 아티스트》             | 토드                 |                                                               |
| 2017      | 《데서스 앤 메로》                   | 본인                 | 2017년 8월 14일 시즌 1 145번째 에피소드 출연                  |
| 2017~2020 | 《굿 플레이스》                      | 토드릭 헴플 (목소리) | 각본 및 프로듀서도 담당                                       |
| 2019      | 《더 셀렉션》                        | 토드릭 헴플 (목소리) | 《굿 플레이스》의 스핀 오프 "The Takeout Order" 에피소드 출연 |
| 2020      | 《아워 카툰 프레지던트》             | 마크 저커버그        | 에피소드 2편 출연                                             |
| 2021-2022 | 《나의 직장상사는 코미디언》         | 레이                 | 주연                                                          |